# Villanova Canavese
Brusasco és un comune (municipi) de la ciutat metropolitana de Torí, a la regió italiana del Piemont, situat a uns 25 quilòmetres al nord-oest de Torí. A 1 de gener de 2019 la seva població era de 1.212 habitants.
Brusasco limita amb els següents municipis: Mathi, Nole, Grosso, Cafasse i Fiano.